# Marcia Romano
Marcia Romano es una guionista y directora de cine francesa .

## Biografía
Nació en Argentina en 1971 y vive en Francia desde fines de la década de 1970. Estudió cine en la Universidad de París-VIII, luego en La Fémis en el departamento de guion, trabajando posteriormente en cortometrajes y largometrajes, como coguionista o colaboradora en el guion. En particular, trabajó en este puesto con Xavier Giannoli o François Ozon .
Entre el 3 y el 12 de septiembre de 2021 fue miembro del jurado de la 47.ª edición del Festival de cine estadounidense de Deauville, presidida por Charlotte Gainsbourg.

## Filmografía
- 2001 : Bajo la arena, de François Ozon (colaboración)
- 2001 : Candidature, de Emmanuel Bourdieu (coguionista)
- 2003 : Vert paradis, de Emmanuel Bourdieu (coguionista)
- 2005 : L'École pour tous de Éric Rochant (coguionista)
- 2006 : Les Amitiés maléfiques de Emmanuel Bourdieu (coguionista)
- 2007 : Le Monde est petit de Aliou Sow (colaboración)
- 2008 : La Grande Vie, de Emmanuel Salinger (colaboración)
- 2009 : À l'origine, de Xavier Giannoli (colaboración)
- 2009 : L'Absente de Ruben Amar (colaboración)
- 2010 : Belle Épine de Rebecca Zlotowski (colaboración)
- 2010 : Tant qu'il y aura de la poussière (dirección junto a André Jarach)
- 2011 : Pourquoi tu pleures? de Katia Lewkowicz (colaboración)
- 2011 : Quand j'étais gothique (guionista)
- 2012 : Superstar de Xavier Giannoli (colaboración)
- 2013 : Drumont, histoire d'un antisémite français de Emmanuel Bourdieu, telefilme
- 2014 : Con la frente en alto, de Emmanuelle Bercot (coguionista)
- 2015 : Marguerite de Xavier Giannoli (coguionista)
- 2015 : Keeper de Guillaume Senez (colaboración)
- 2015 : Par accident, de Camille Fontaine (coguionista)
- 2016 : Louis-Ferdinand Céline, de Emmanuel Bourdieu (guionista)
- 2016 : La Bête curieuse (TV), de Laurent Perreau (coguionista)
- 2017 : Les Hommes de feu de Pierre Jolivet (colaboración)
- 2018 : L'Apparition de Xavier Giannoli (coguionista)
- 2019 : Mais vous êtes fous, de Audrey Diwan (coguionista)
- 2019 : Une île (miniserie), de Julien Trousselier (coguionista)
- 2020 : Adieu les cons, de Albert Dupontel (colaboración)
- 2021 : Suprêmes, de Audrey Estrougo (coguionista)
- 2021 : De son vivant, de Emmanuelle Bercot (coguionista)
- 2021 : Robuste, de Constance Meyer (colaboracioón)
- 2021 : El acontecimiento, de Audrey Diwan (coguionista)
- 2022 : Maintenant, de Philippe Petit (colaboración)
- 2022 : L'Établi, de Mathias Gokalp (guionista)
- 2022 : Adieu Paris, de Édouard Baer (coguionista)
- 2022 : Revoir Paris, de Alice Winocour

## Premios
- 2002 cortometraje duendecillos : mejor guion por Candidatura de Emmanuel Bourdieu
- Festival de Cine de Cannes 2006 : Premio SACD Semana de la Crítica a Les Amitiés maléfiques de Emmanuel Bourdieu
- Festival de Cine Independiente de París 2015 : premio del jurado a la mejor película de bajo presupuesto por Le Moral des troupes codirigida con Benoît Sabatier

## Nominaciones
- César 2016 : César al mejor guion original por La Tête haute de Emmanuelle Bercot
- César 2022 : Premio César a la Mejor Adaptación por El acontecimiento